# Zehneria ridens
Zehneria ridens är en gurkväxtart som beskrevs av B. Verdcourt. Zehneria ridens ingår i släktet Zehneria och familjen gurkväxter. Inga underarter finns listade i Catalogue of Life.